# Augochlora liapsis
Augochlora liapsis är en biart som först beskrevs av Joseph Vachal 1911.  Augochlora liapsis ingår i släktet Augochlora och familjen vägbin. Inga underarter finns listade.